# Uuemõisa (okręg miejski)
Uuemõisa – miasteczko (alevik) w Estonii, w prowincji Läänemaa. Ośrodek administracyjny gminy Ridala. W 2021 liczyło 1122 mieszkańców.